# Shinya Yabusaki
Shinya Yabusaki (født 1. juni 1978) er en tidligere japansk fodboldspiller.
Han har spillet for flere forskellige klubber i sin karriere, herunder Kashiwa Reysol.